# 里弗斯鎮區 (密蘇里州聖查爾斯縣)
里弗斯鎮區（英語：Rivers Township）是位於美國密蘇里州聖查爾斯縣的一個行政鎮區。

## 地方資料
里弗斯鎮區的面積為505.57平方千米，當中陸地面積為445.73平方千米，而水域面積為59.84平方千米。根據2020年美國人口普查的數據，當地共有人口25478人，而人口密度為每平方千米50.39人。